# Steven Weber (professeur)
Pour les articles homonymes, voir Steven Weber.
Steven Weber est un professeur de science politique à l'université de Californie à Berkeley et directeur de l'institut des études internationales (Institute of International Studies).
Il est l'auteur de plusieurs livres sur la politique et l'économie. Le plus connu est à propos de l'économie et des motivations de l'open source et du logiciel libre intitulé The Success of Open Source dans lequel il expose le concept de biens anti-rivaux.

## Publications
- Cooperation and Discord in U.S.—Soviet Arms Control, Princeton Press, 1991
- The Success of Open Source, Harvard University Press, 2004  (ISBN 0-674-01292-5)